# Železniční trať Benešov u Prahy – Trhový Štěpánov – Dolní Kralovice
Železniční trať Benešov u Prahy – Trhový Štěpánov – Dolní Kralovice je jednokolejná regionální trať vedoucí z Benešova přes Postupice a Vlašim do Trhového Štěpánova, dříve trať pokračovala do původních Dolních Kralovic. Provozovaný úsek je v jízdním řádu pro cestující označen číslem 222.

## Historie
Úsek z Benešova do Vlašimi byl zprovozněn v roce 1895, navazující úsek do Trhového Štěpánova a Dolních Kralovic v roce 1902.
Koncový úsek z Trhového Štěpánova do Dolních Kralovic byl zrušen v roce 1975, kdy bylo celé městečko Dolní Kralovice přestěhováno kvůli výstavbě vodní nádrže Švihov na Želivce. Úsek z Trhového Štěpánova k Sedmpánům je využit jako cyklostezka, navazující úsek lesem k Sedlicím je v terénu silně zřetelný a v mapě značen jako zrušená železnice. Původní vedení trati v okolí Keblova je již nezřetelné, zřetelný je opět lesní úsek do údolí Sedlického potoka, přes nějž je zachován železniční viadukt nad nynějším ramenem vodní nádrže Švihov. Částečně zřetelný, místy přerušený scelenými poli je úsek od viaduktu k Bernarticím, dále se stopa železnice ztrácí.

### Železniční nehoda u Znosimi
2. července 1932 zasáhla Vlašimsko silná bouře. Osobní vlak jedoucí z Benešova se opozdil. Obyčejně vlaky křižovaly ve Vlašimi, ale za této situace bylo rozhodnuto, že budou křižovat v nedalekém Domašíně. O této změně byl uvědoměn přednosta stanice ve Vlašimi, ale z neznámých důvodů se o tom nedozvěděl strojvedoucí vlaku jedoucího od Benešova. V 19:47 se mezi stanicemi Znosim a Domašín srazily dva osobní vlaky, celkem zemřelo 10 lidí a 16 jich bylo zraněno.

## Provoz
Po této trati jezdí od prosince 2021 pravidelné osobní vlaky jen z Benešova do Vlašimi, neboť Středočeský kraj přestal financovat jejich provoz v úseku Vlašim – Trhový Štěpánov. Pravidelná osobní doprava je provozována Českými drahami a výhradně motorovými vozy 810.
V roce 2022 oznámilo město Trhový Štěpánov částečnou obnovu osobních vlaků v úseku z Vlašimi, a to o víkendech a svátcích od června do září. Provoz bude zajišťovat soukromý dopravce Railway Capital za finančního přispění města Trhový Štěpánov.
Z důvodu slabého využití cestujícími je většina zastávek pouze na znamení či požádání a na trati je zaveden specifický způsob odbavování cestujících (vlak bez průvodčího).

## Stanice a zastávky

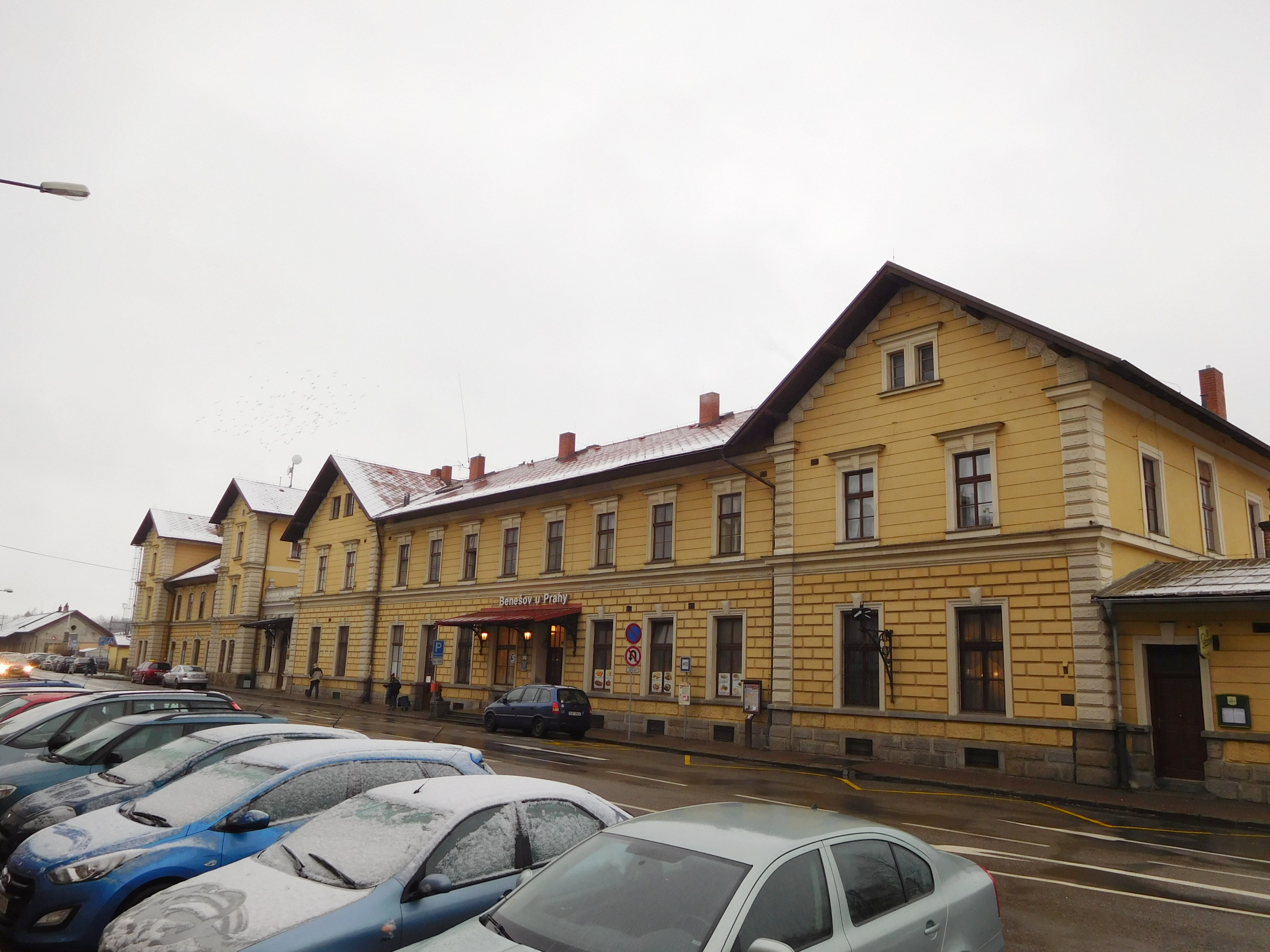
Benešov u Prahy
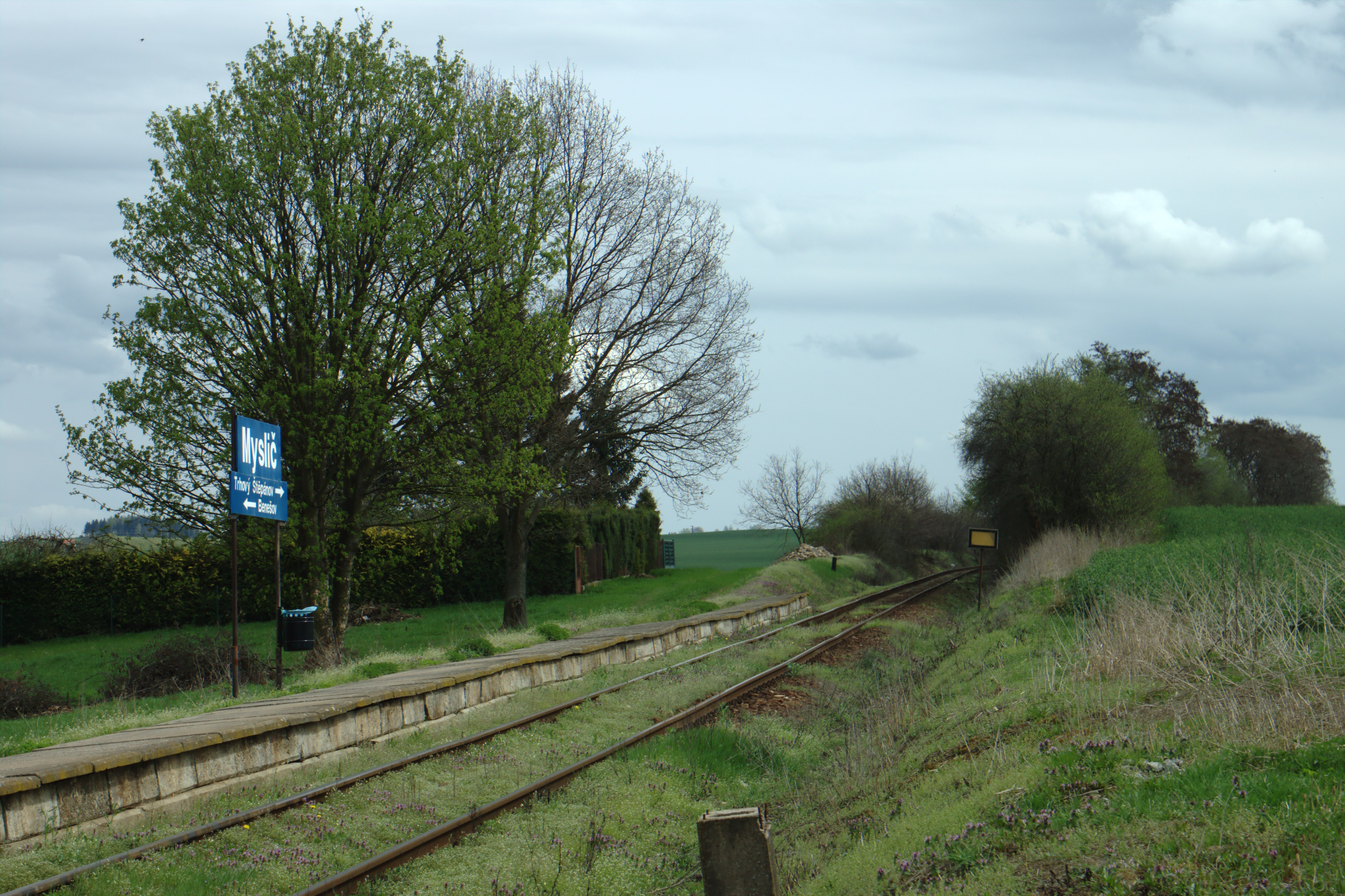
Myslíč
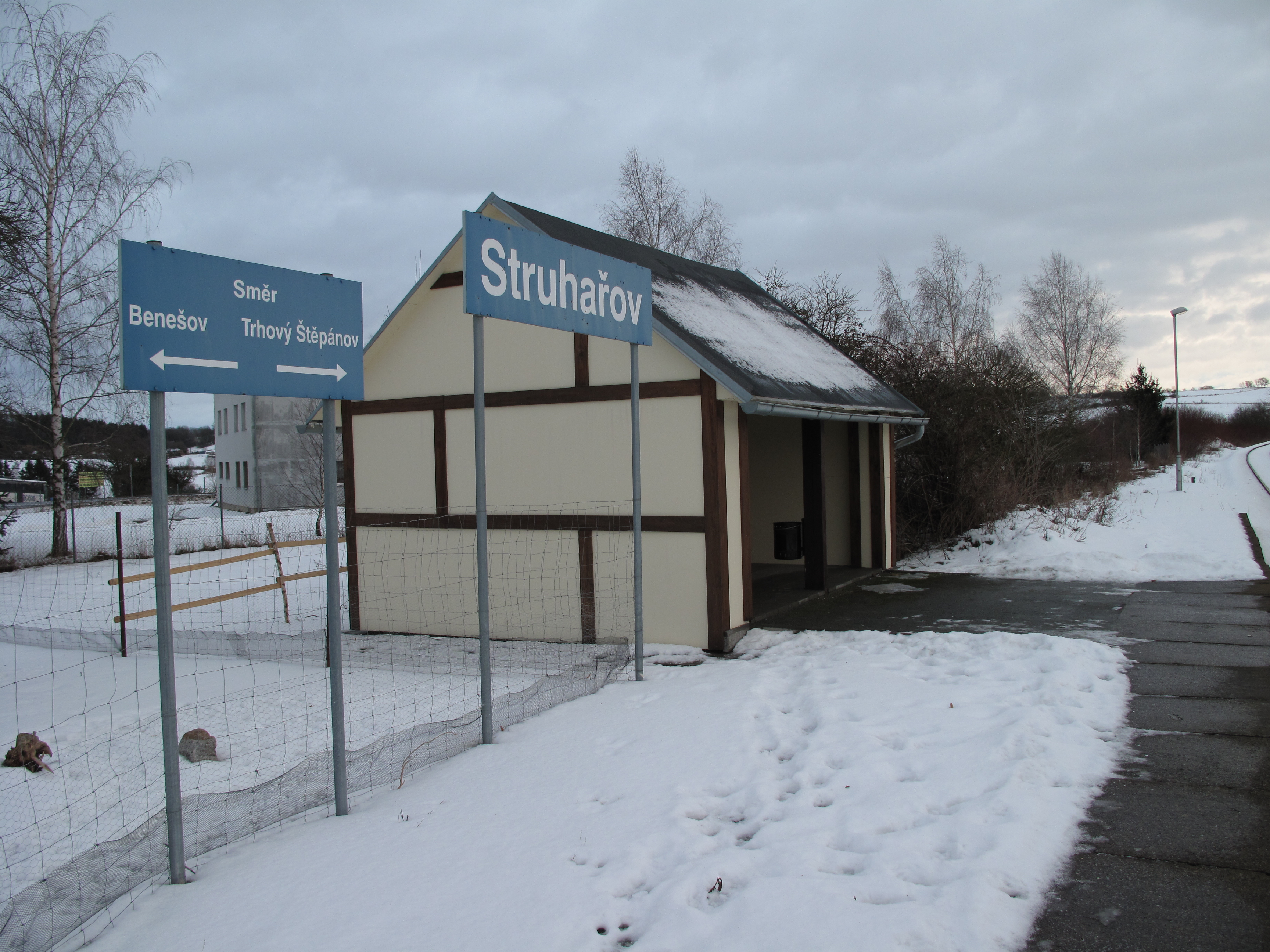
Struhařov
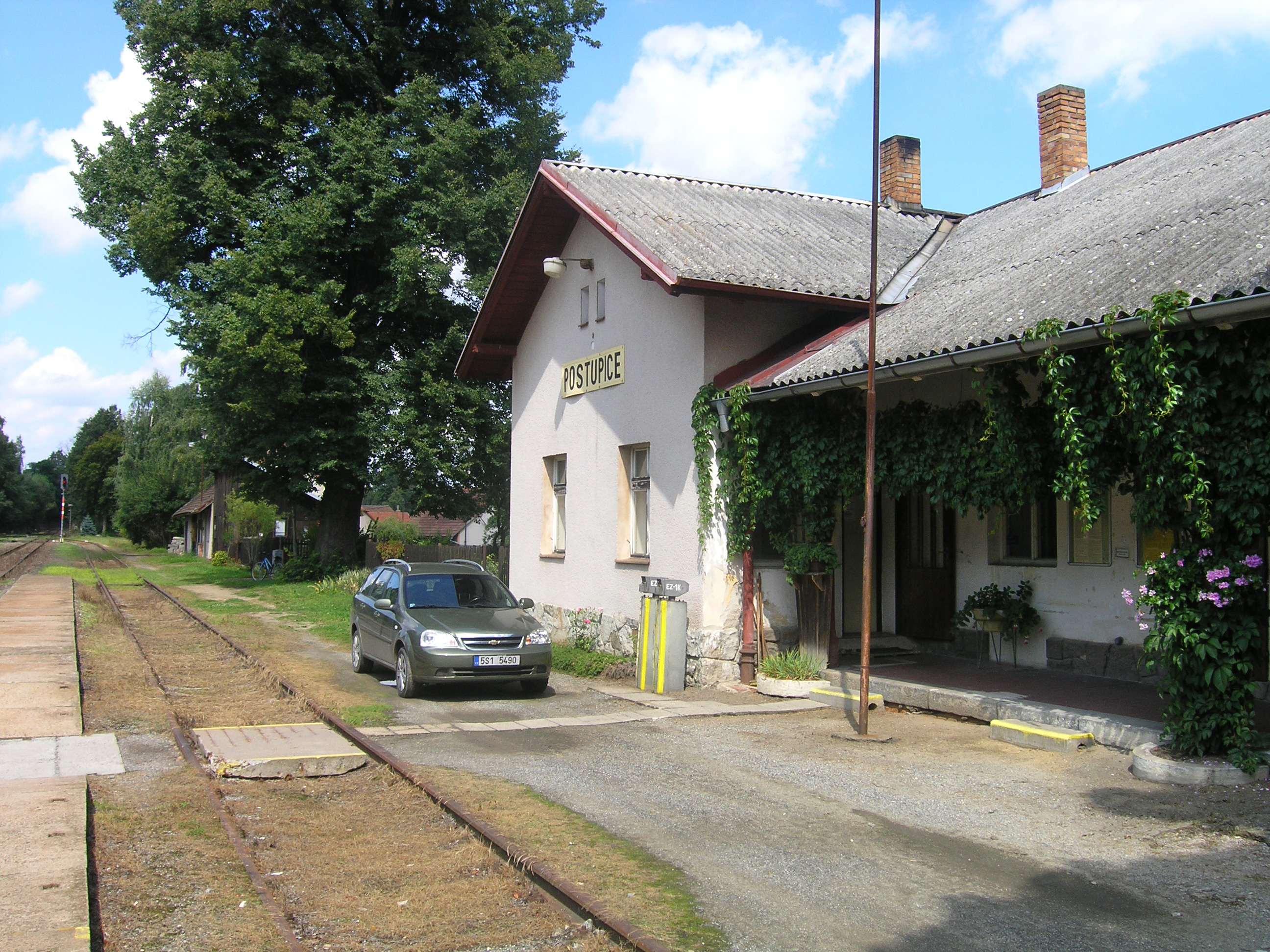
Postupice
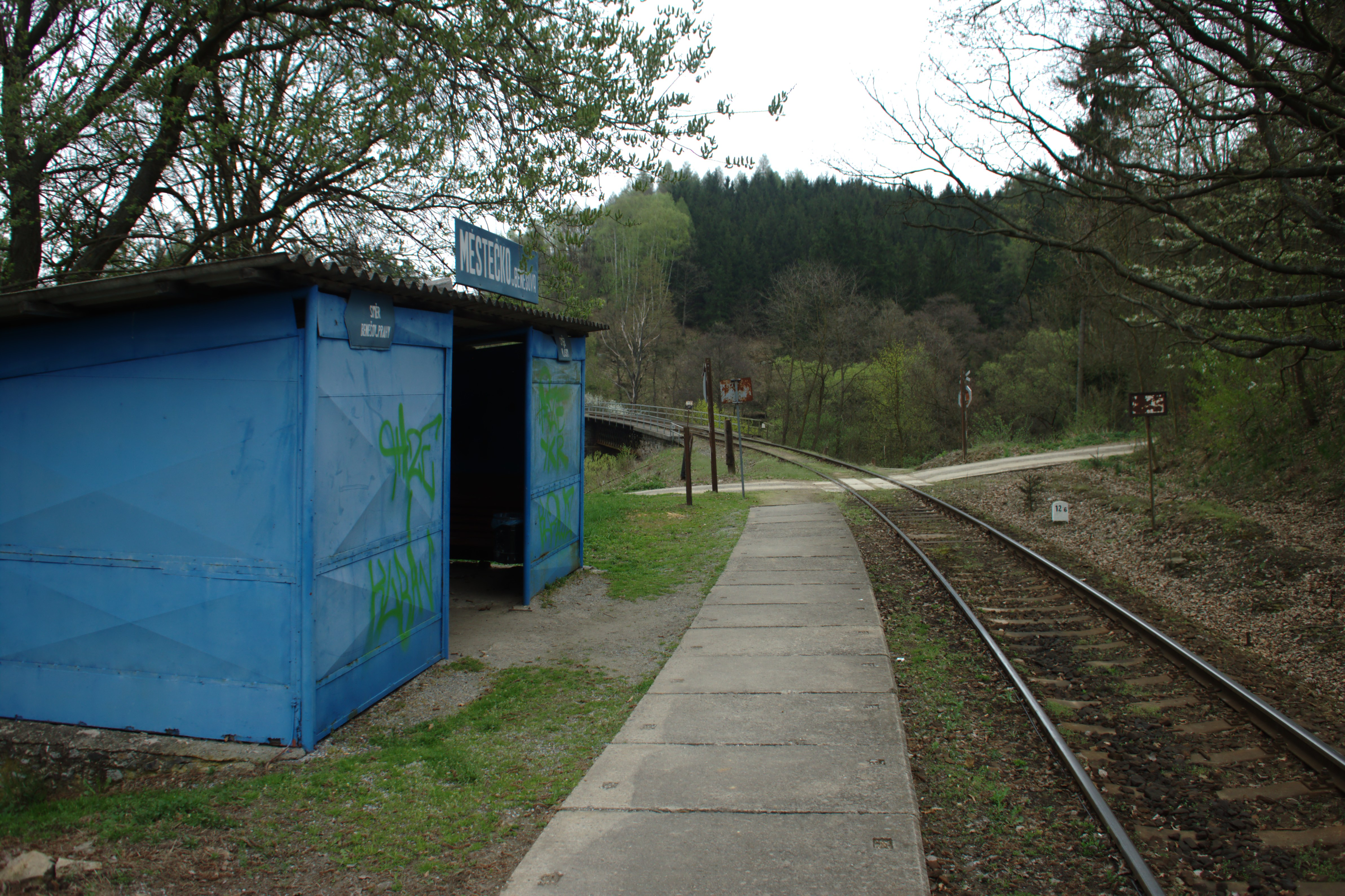
Městečko u Benešova
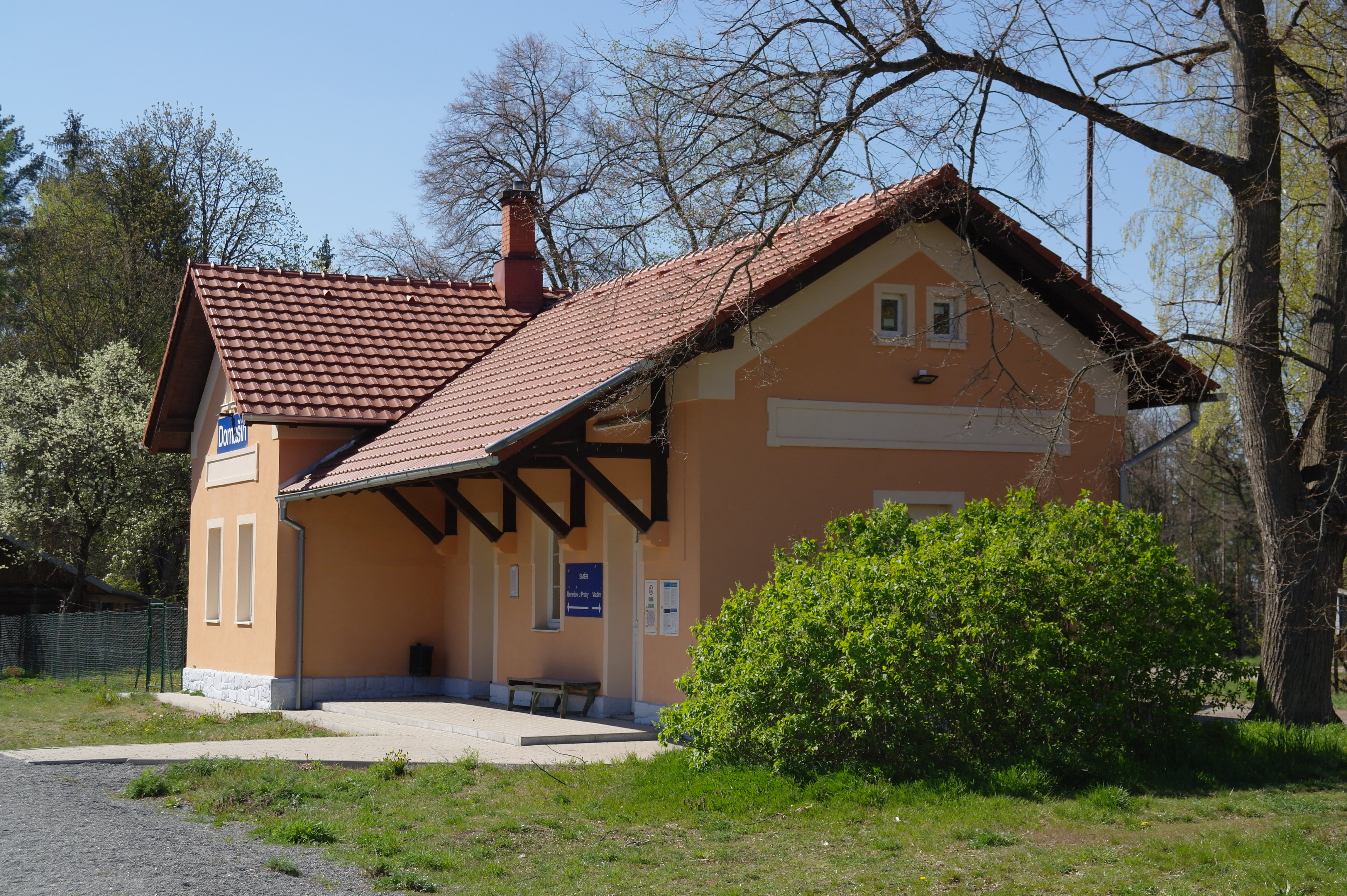
Domašín
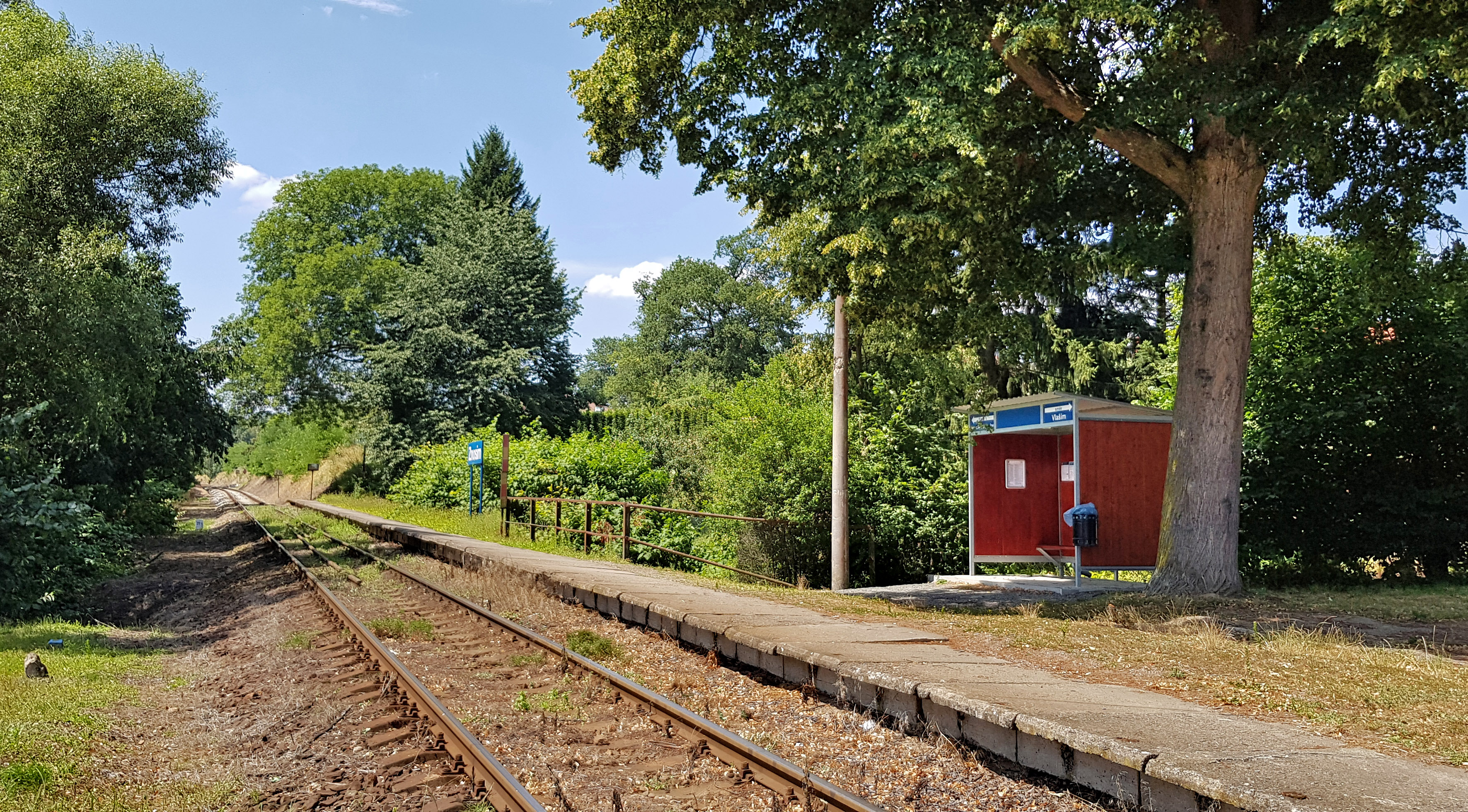
Znosim
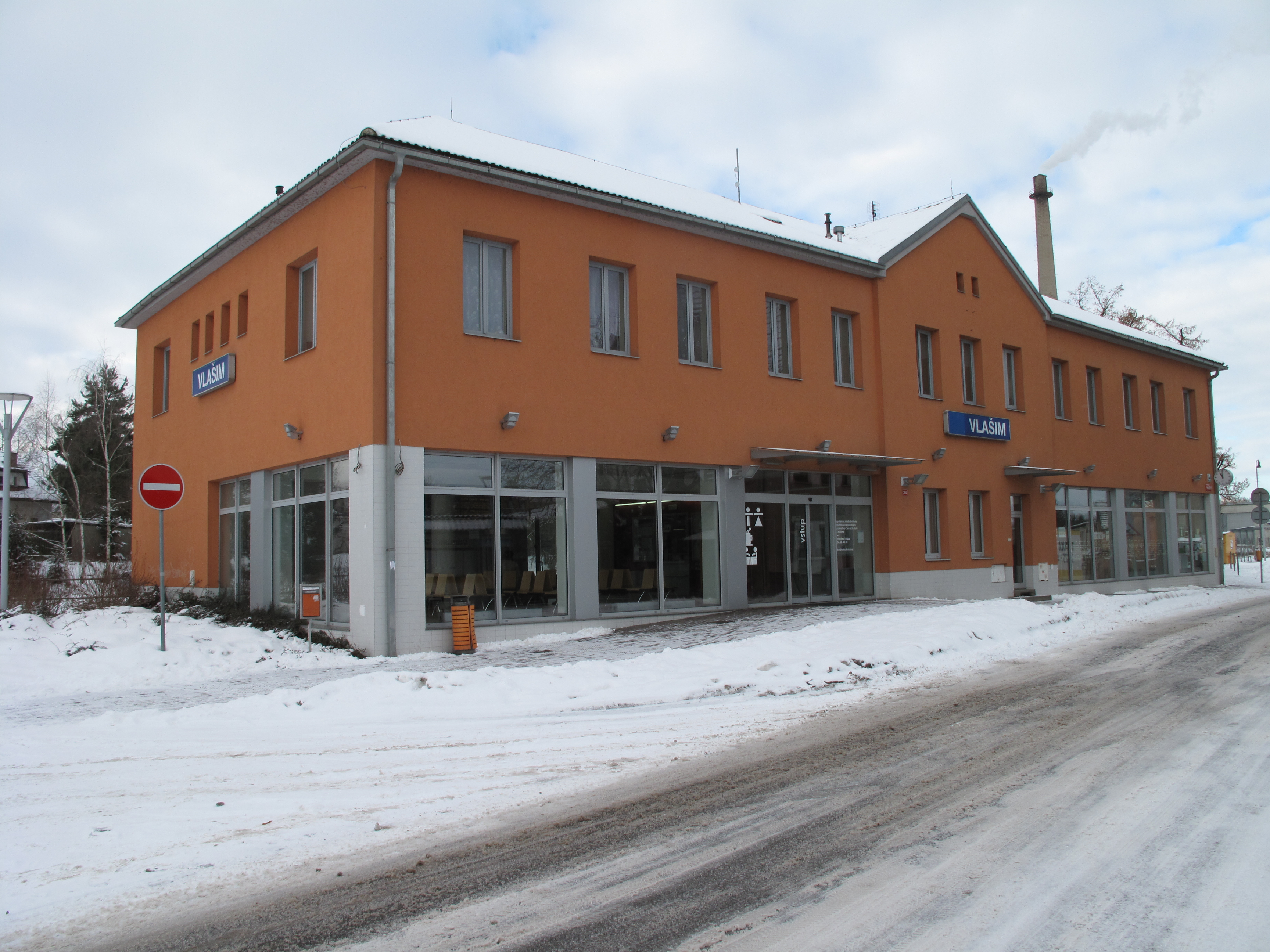
Vlašim
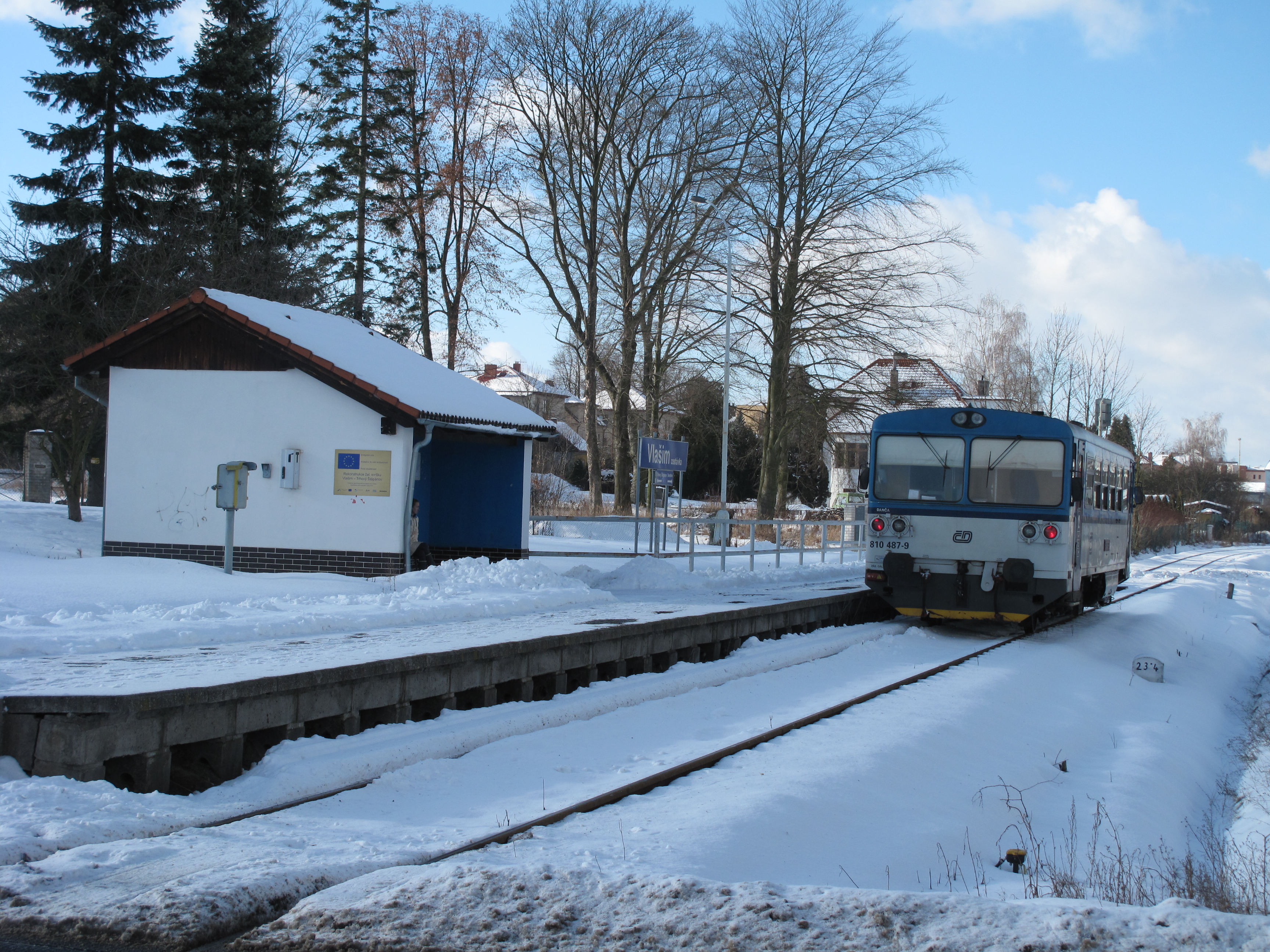
Vlašim zastávka
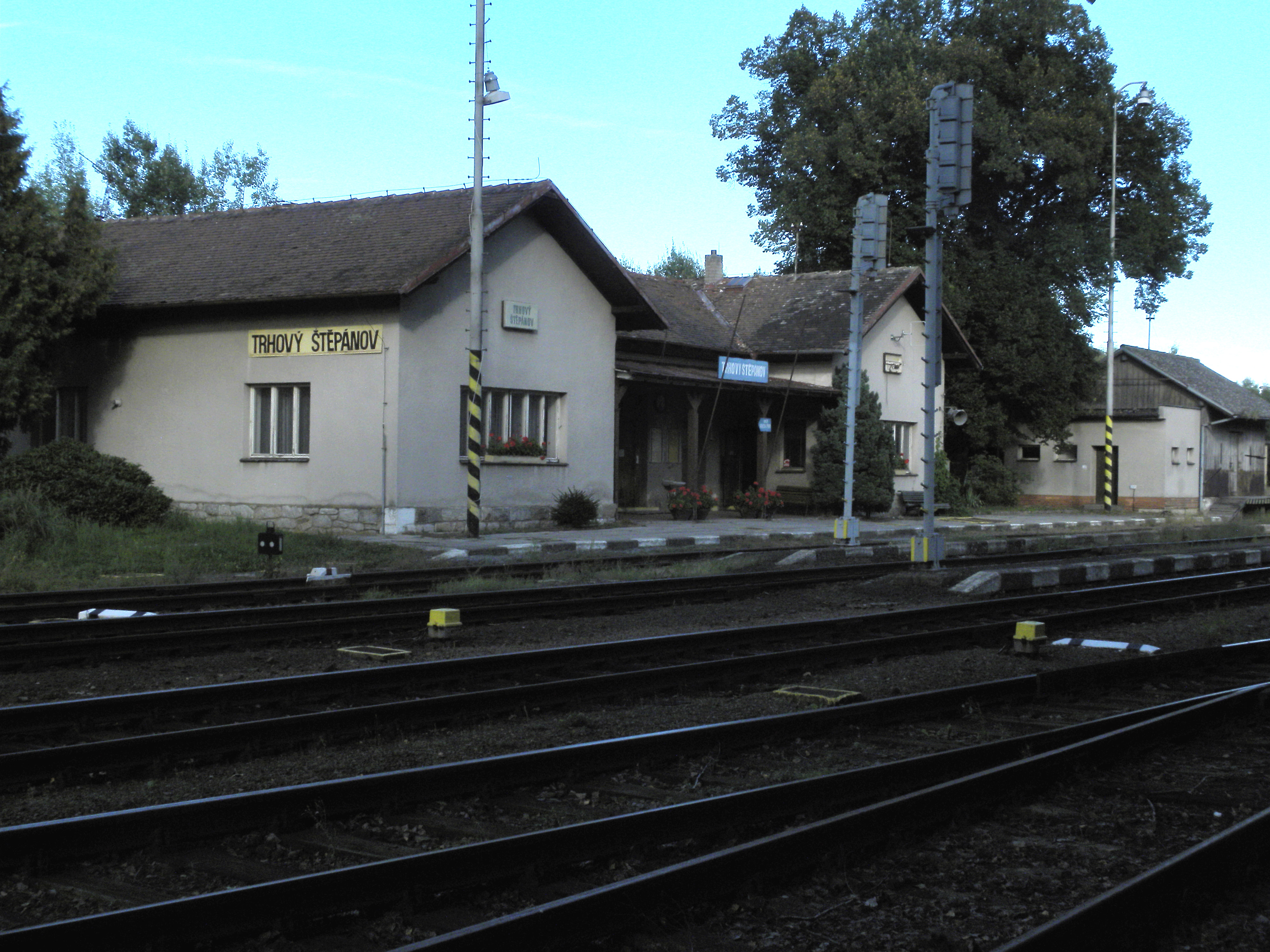
Trhový Štěpánov

## Galerie

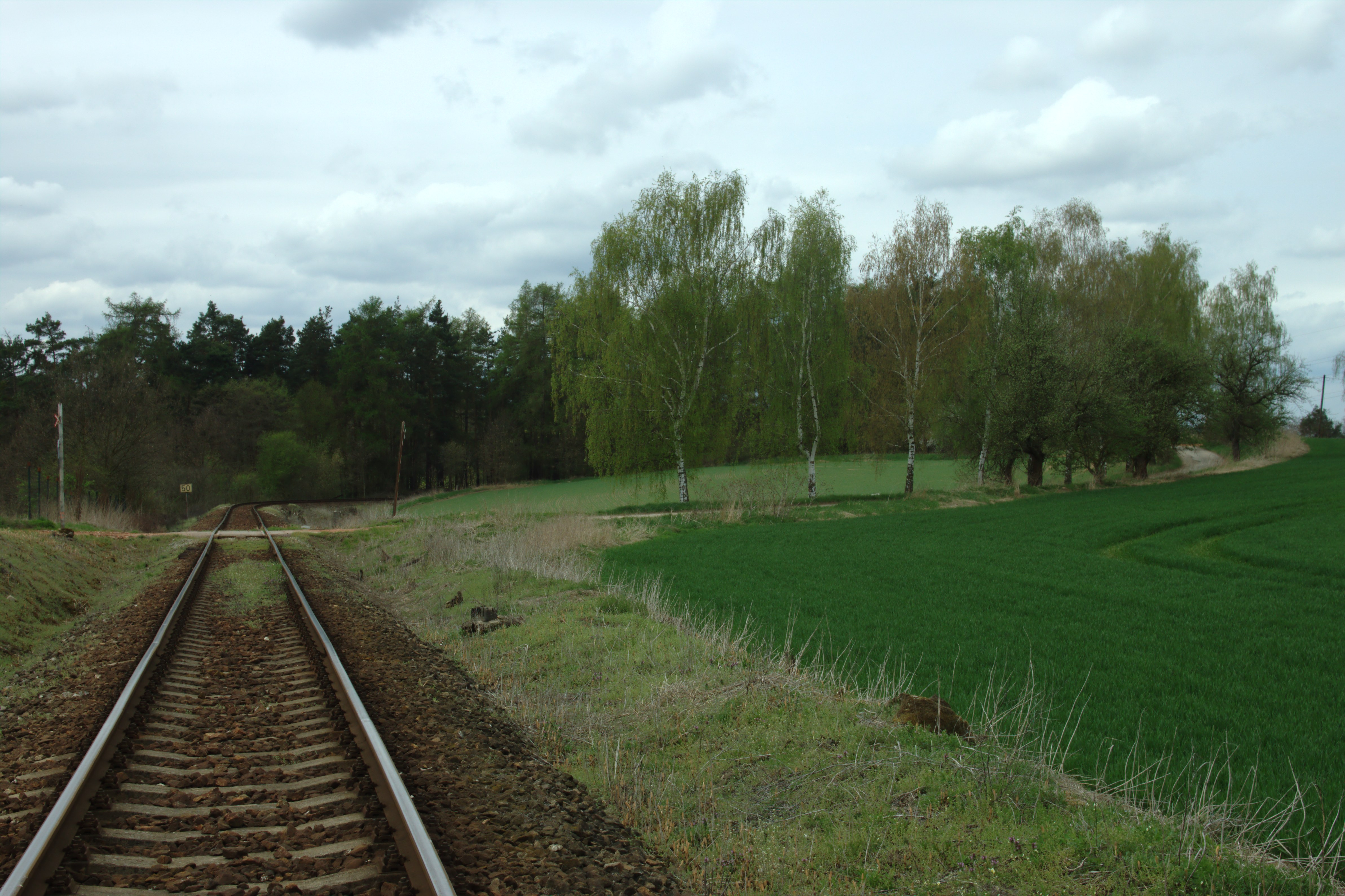
Trať u Radíkovic
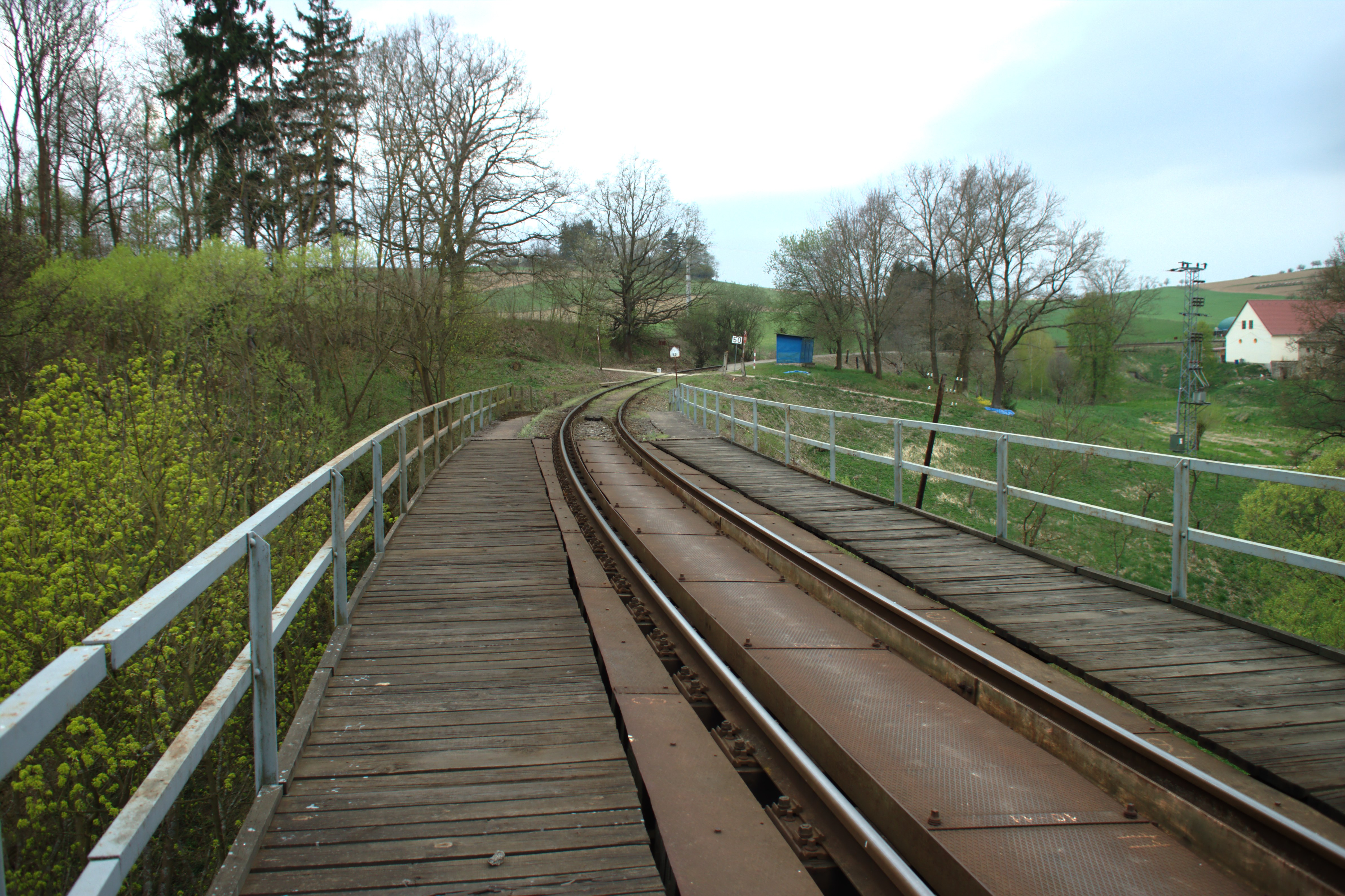
Městečko u Benešova, železniční most
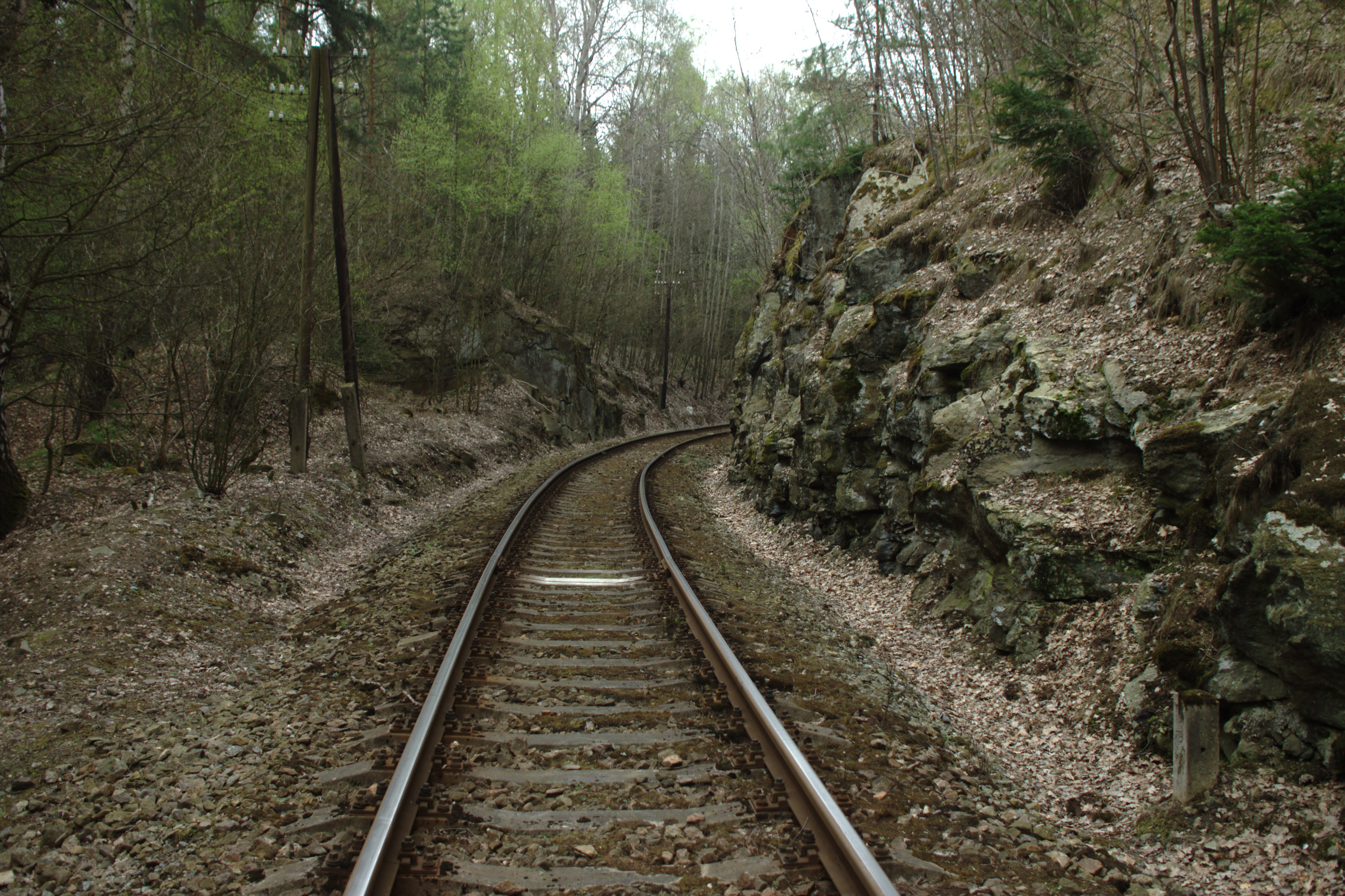
Zářez do terénu u Lísek
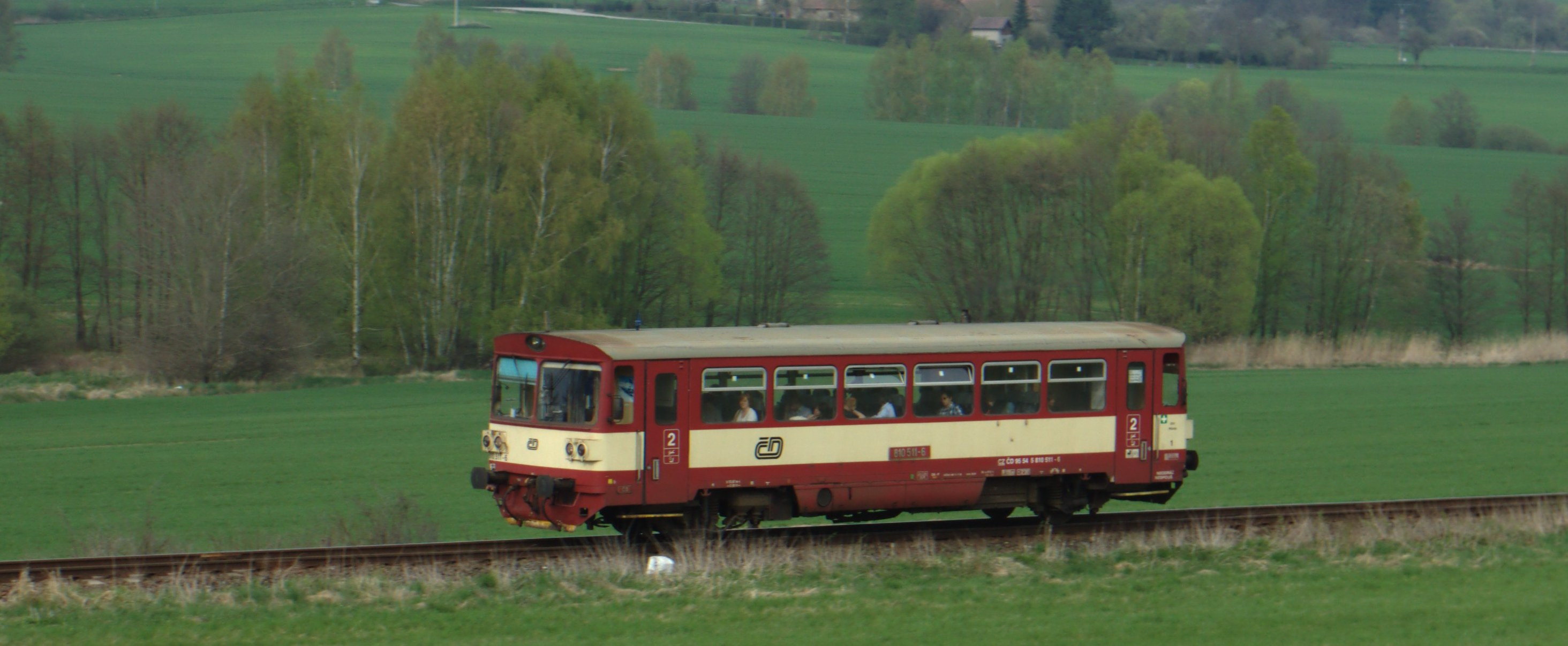
Vlak u Roubíčkovy Lhoty
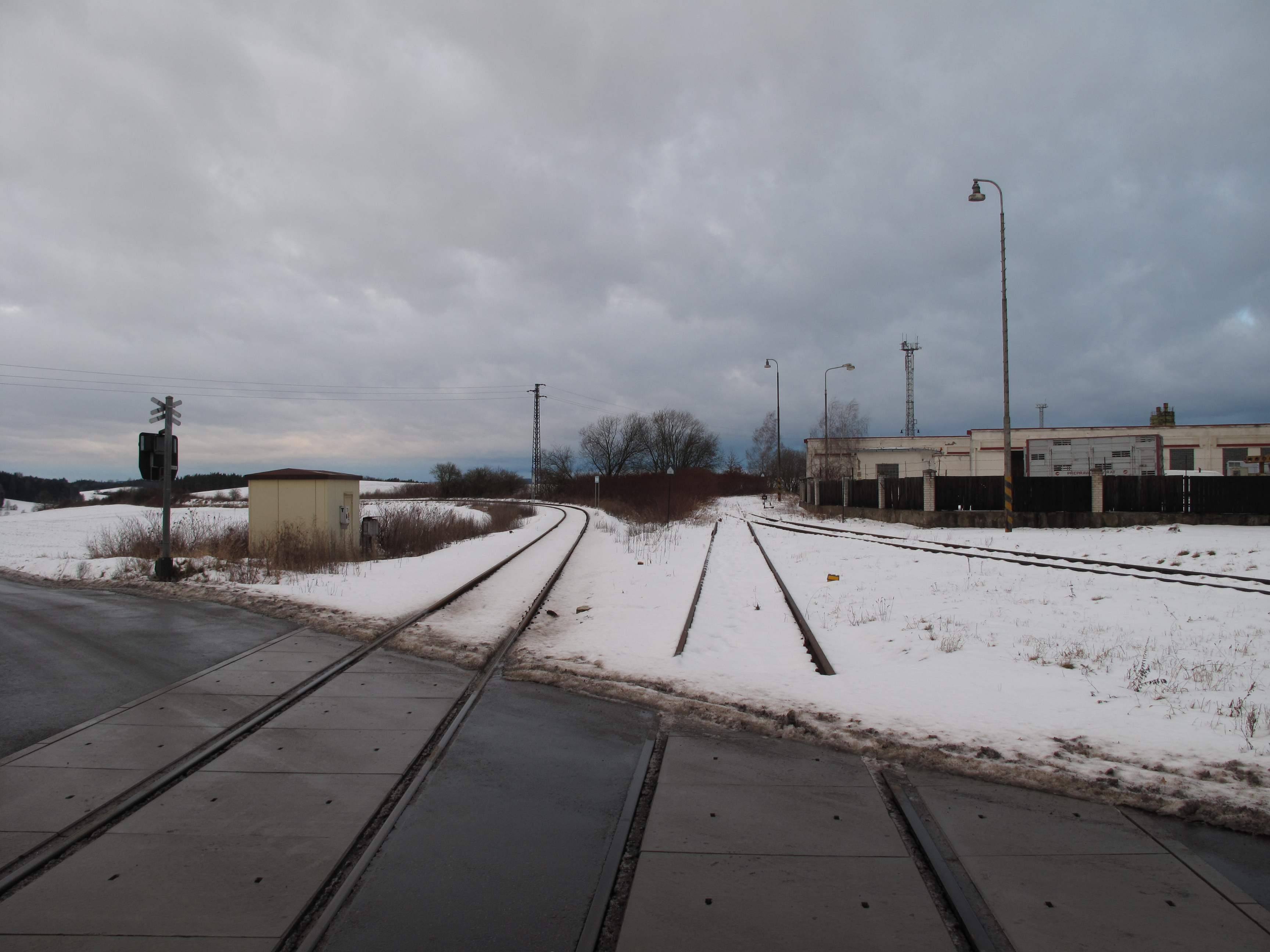
Zasněžené koleje u Struhařova
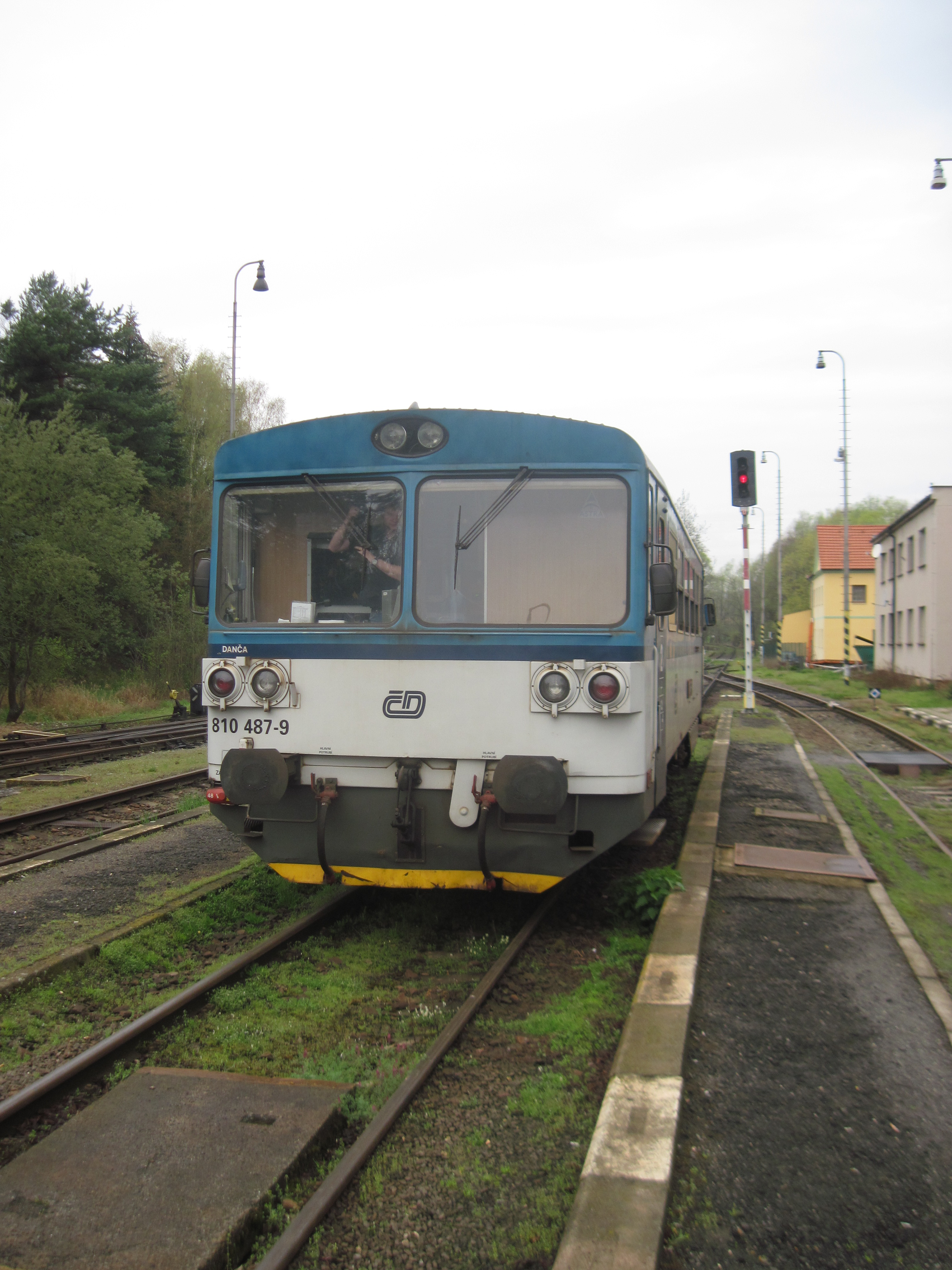
Motorový vůz 810 ve stanici Trhový Štěpánov
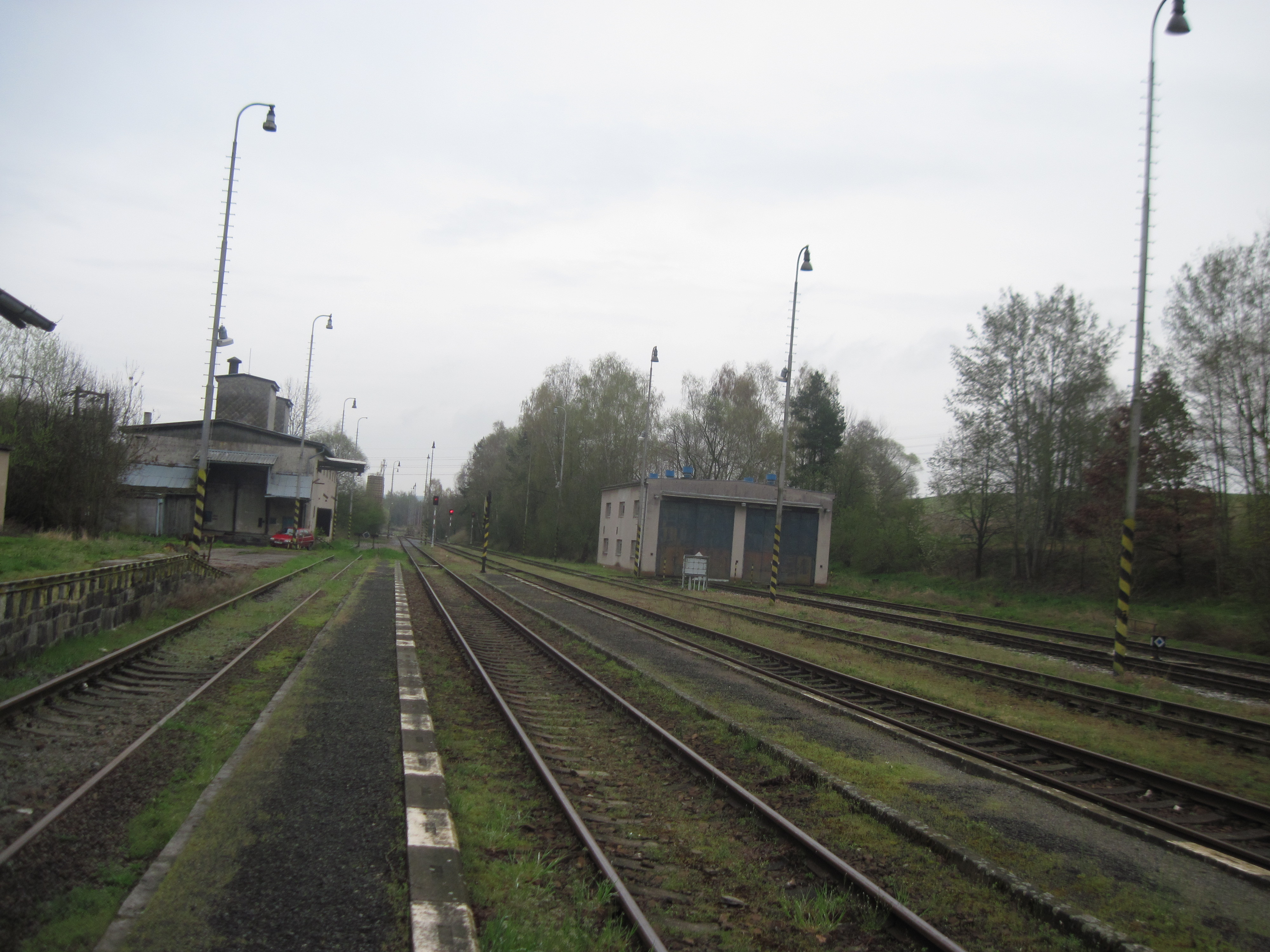
Keblovské zhlaví stanice Trhový Štěpánov
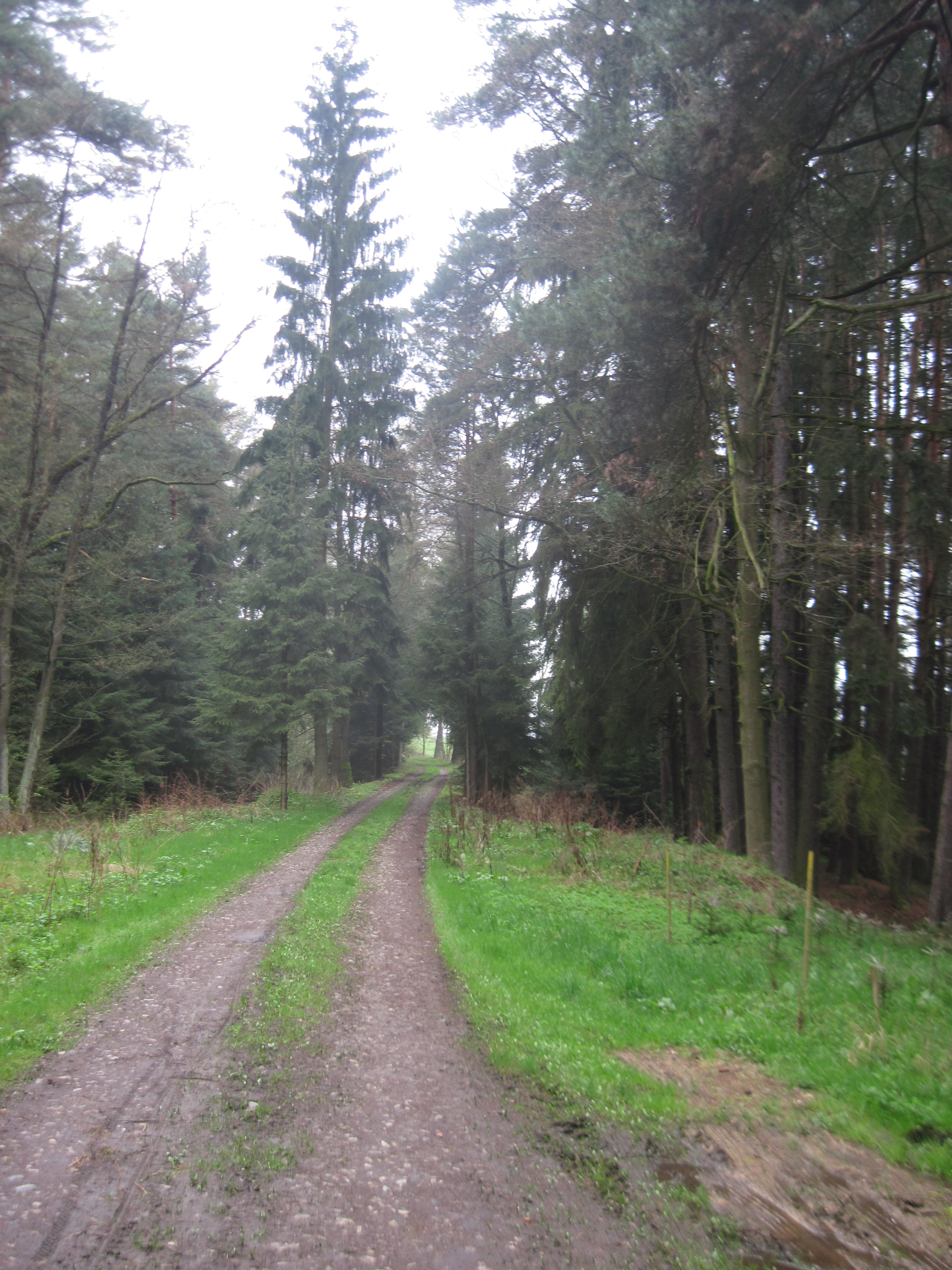
Těleso zaniklé trati mezi Sedmpány a Keblovem
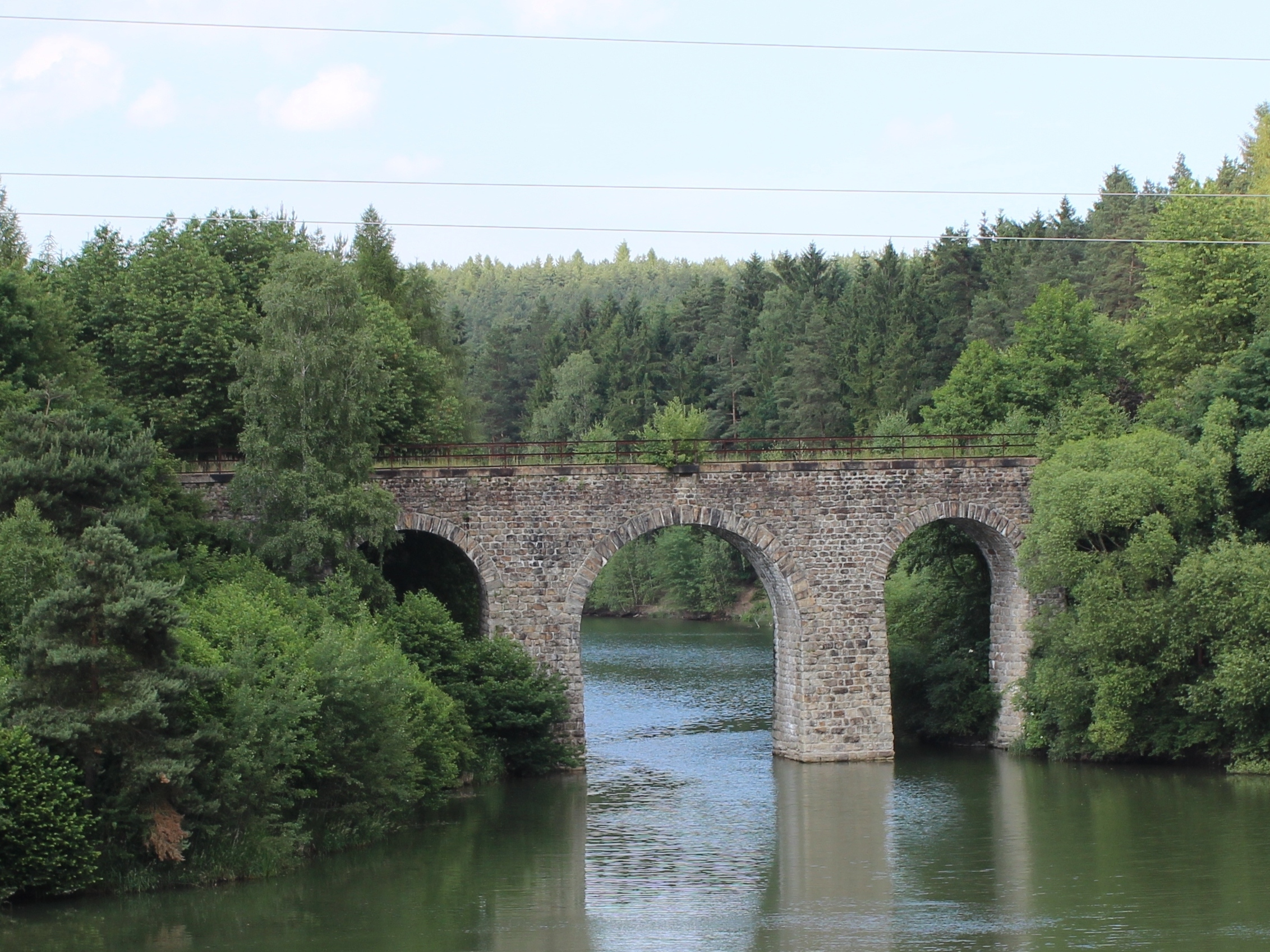
Most zaniklé železnice přes Sedlický potok u Keblova

## Navazující tratě

### Benešov u Prahy
- Trať 220/221 Praha – Benešov u Prahy – Tábor – Veselí nad Lužnicí – České Budějovice